# Adelobotrys marginata
Adelobotrys marginata là một loài thực vật có hoa trong họ Mua. Loài này được Brade mô tả khoa học đầu tiên năm 1958.